# لو گوسیه
شهر لو گوسیه (به فرانسوی: Le Gosier) در شهرستان جزیرهٔ گوادلوپ در ناحیه جزیرهٔ گوادلوپ با جمعیت ۲۷٬۳۷۰ نفر در کشور فرانسه واقع شده‌است.